# Mehiška vojna proti drogam
Mehiška vojna proti drogam je nizko intenzivna asimetrična vojna med mehiško vlado in različnimi sindikati prometa s prepovedanimi drogami. Od leta 2006 , ko se je začela intervencija z mehiško vojsko je bil glavni cilj vlade, da zatrejo nasilje, ki je povezano z drogami. Poleg tega je mehiška vlada trdila, da je njihov glavni poudarek, da uničijo močne kartele z drogami, namesto preprečevanja trgovine z drogami, ki je prepuščena funkcionarjem v ZDA. 
Čeprav mehiški karteli in organizacije trgovine s prepovedanimi drogami obstajajo že več desetletij se je njihov vpliv povečal, po propadu kolumbijske Cali in Medellin kartelov v letu 1990. Mehiški karteli zdaj prevladujejo na trgu prepovedanih drog in so v letu 2007 imeli pod nadzorom 90% kokaina, ki vstopa v Združene države. Aretacije ključnih voditeljev kartelov, zlasti v Tijuani in v Zalivskih kartelih so privedle do večjega nasilja zaradi drog, ko so se karteli borili za nadzor trgovskih poti v Združene države Amerike. Analitiki ocenjujejo da dobiček iz nedovoljene prodaje drog znaša od 13,6 milijard do 49. 4 bilijonov $ letno.

## Ozadje
Glede na svojo geografsko lego je Mehika že dolgo uporabljena kot točka za pretovarjanje narkotikov in tihotapljenja med trgi Latinske Amerike in ZDA. 
Med 1980 in začetku leta 1990 je bil Kolumbski Pablo Escobar glavni izvoznik kokaina in se je povezoval z organiziranimi kriminalnimi mrežami po vsem svetu. Ko so se kazni v Južni Floridi in na Karibih okrepile so kolumbijske organizacije oblikovale partnerstva z mehiškimi preprodajalci za prevoz kokaina preko Mehike v ZDA.
Razmerje moči med različnimi mehiški karteli se je premikalo, ko se pojavili novi karteli in so starejši  oslabeli in propadli. Motnje v sistemu, kot so aretacije in smrti vodje kartelov so ustvarile prelivanje krvi, ko so se tekmeci začeli premikati, da izkoristijo praznino moči. Praznine moči nastanejo zaradi pregona zoper določen kartel, tako da pogosto karteli poskušajo uporabiti kazenski pregon zoper drug drugega, bodisi s podkupovanjem mehiških uradnikov za ukrepanje proti tekmecem ali zbiranju obveščevalnih podatkov o poslovanju tekmeca do mehiške vlade ali ameriške DEA.